# Casio Graph 60
La Casio Graph 60 est une calculatrice graphique, son ancien nom est CFX-9940GT+ :
- CFX parce qu'elle permet de faire des graphiques en couleurs (4 couleurs : aucune (fond jaunâtre), vert, orange, bleu), et
- GT parce qu'elle peut se connecter aux ordinateurs et aux autres calculatrices Casio.

Il s'agit de l'équivalent de la CFX-9850GB Plus.